# 吉林化工
吉林化學工業股份有限公司（原稱吉林化工廠）（港交所除牌前：0368.HK；深交所除牌前：000618，简称：吉化退市；纽交所除牌前：JCC）是一家中國石油天然氣旗下公司，前香港上市公司，創辦於1970年吉林省吉林市，主要業務產品包括石油產品、石化及有機化工產品、合成橡膠、化肥及無機化工產品四大類。全部來自中國收入。
1994年12月13日成立股份有限公司，並在香港、紐約及深圳上市，1998年7月27日，中國石化進行大改組，轉為中國石油天然氣控股公司。2005年10月28日，本公司已被中國石油天然氣控股公司以按照中國公司法第184條，透過中國石油天然氣以註銷本公司H股3.8港元私有化通過，正式2006年1月23日退出香港、紐約及深圳股市。同時註銷美國存託股份股票。

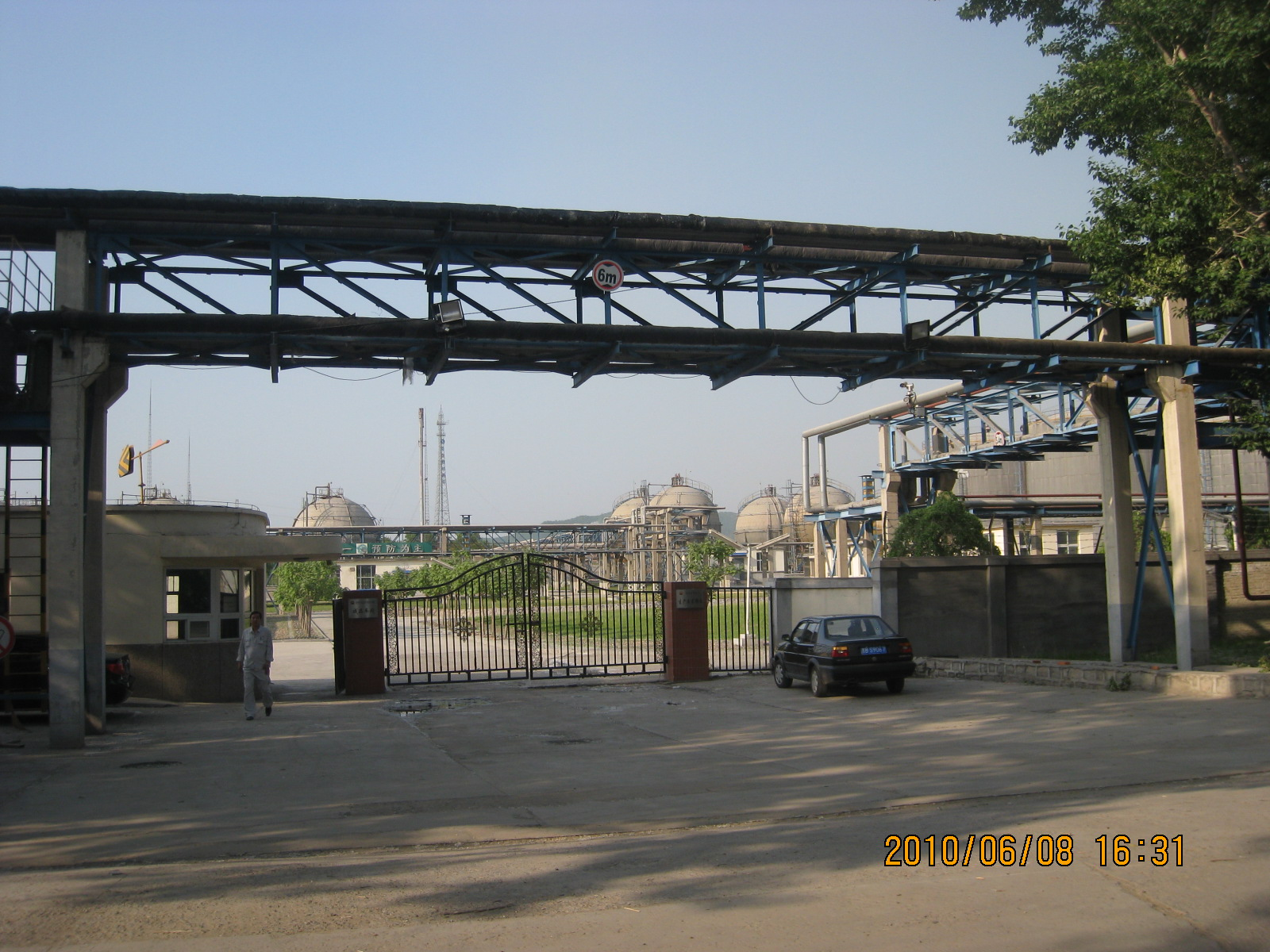
吉林石化公司有机合成厂成品车间
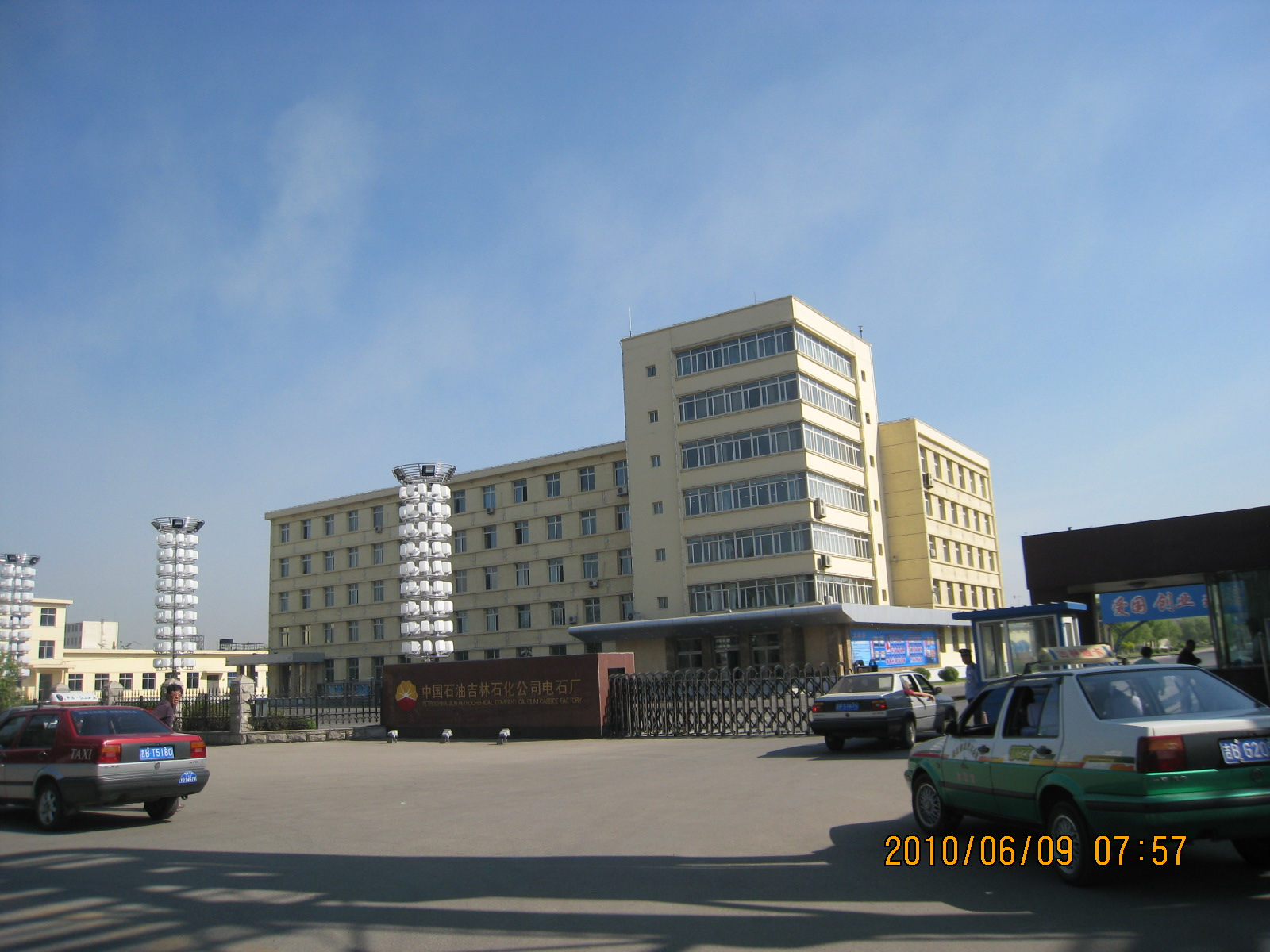
吉林石化电石厂
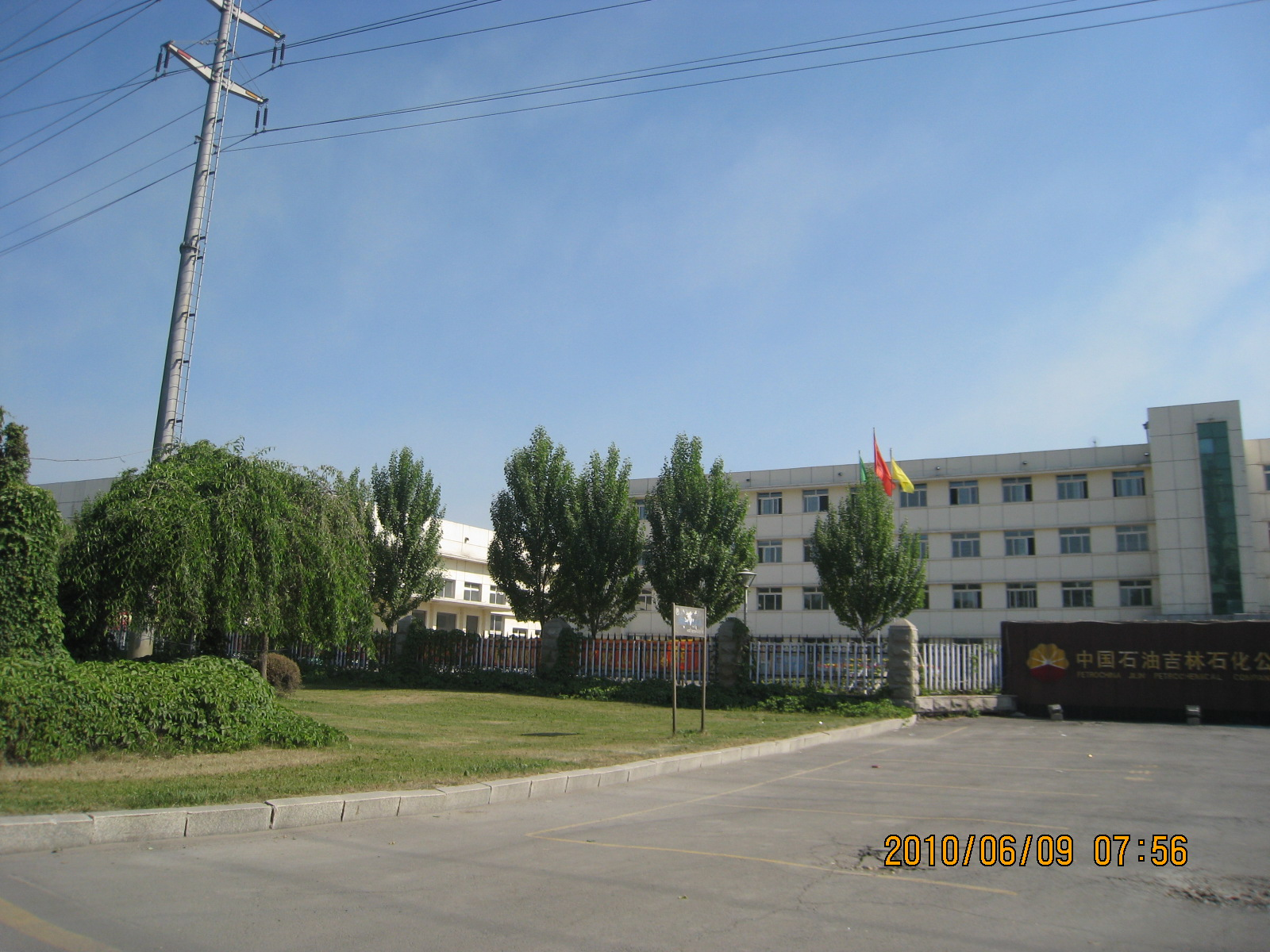
中国石油吉林石化公司动力一厂
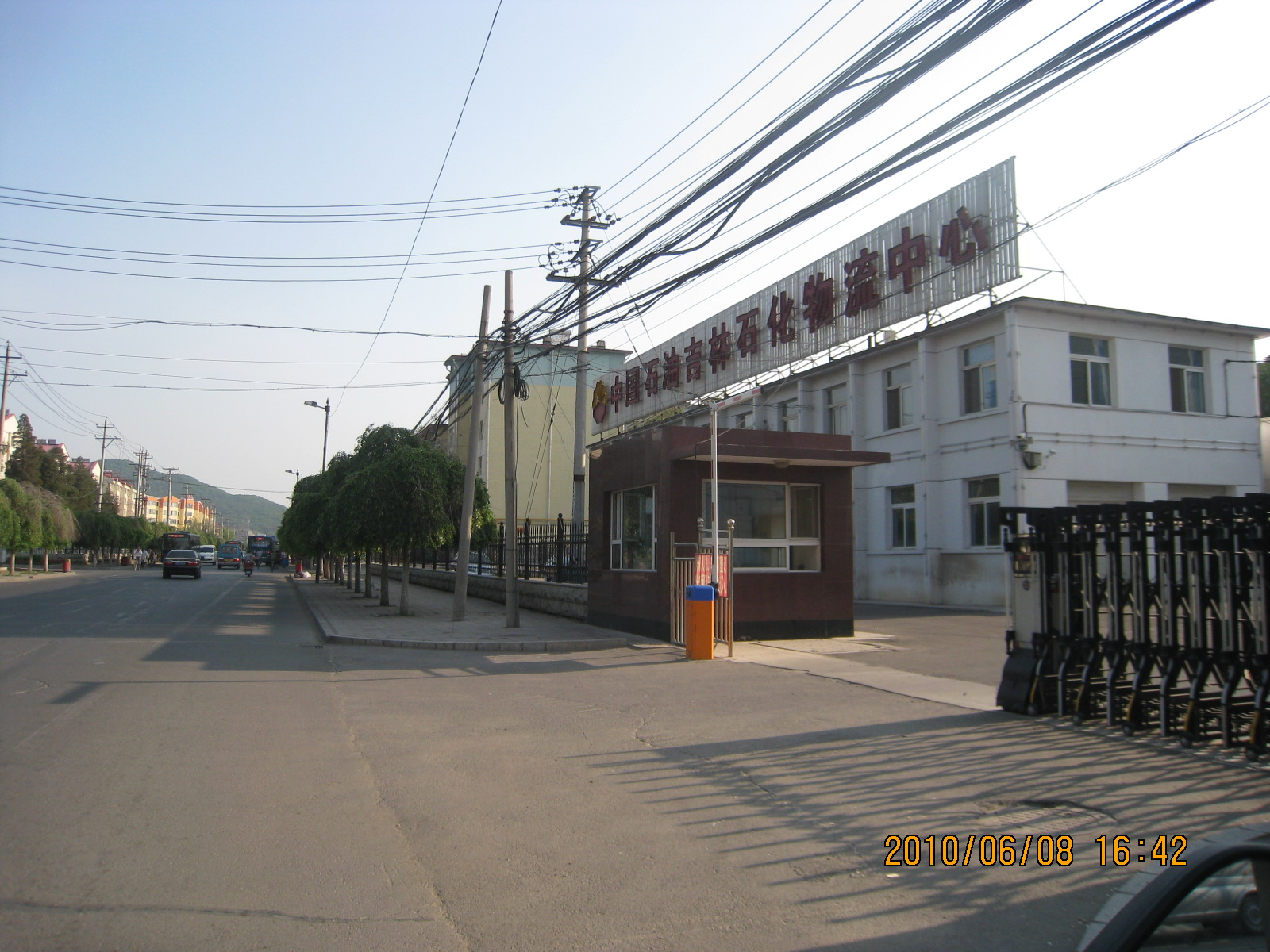
吉林石化物流中心
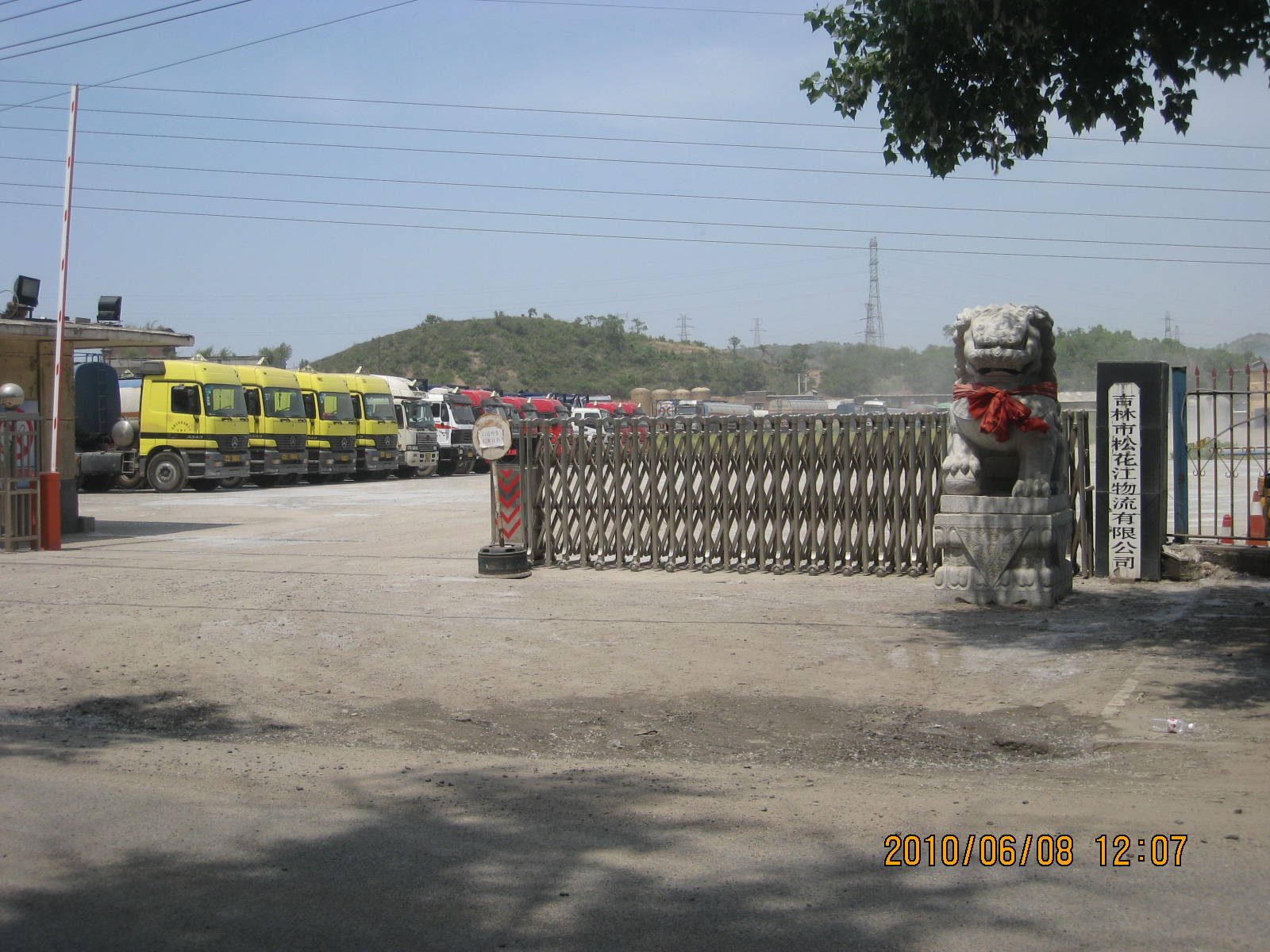
吉林市松花江物流有限公司
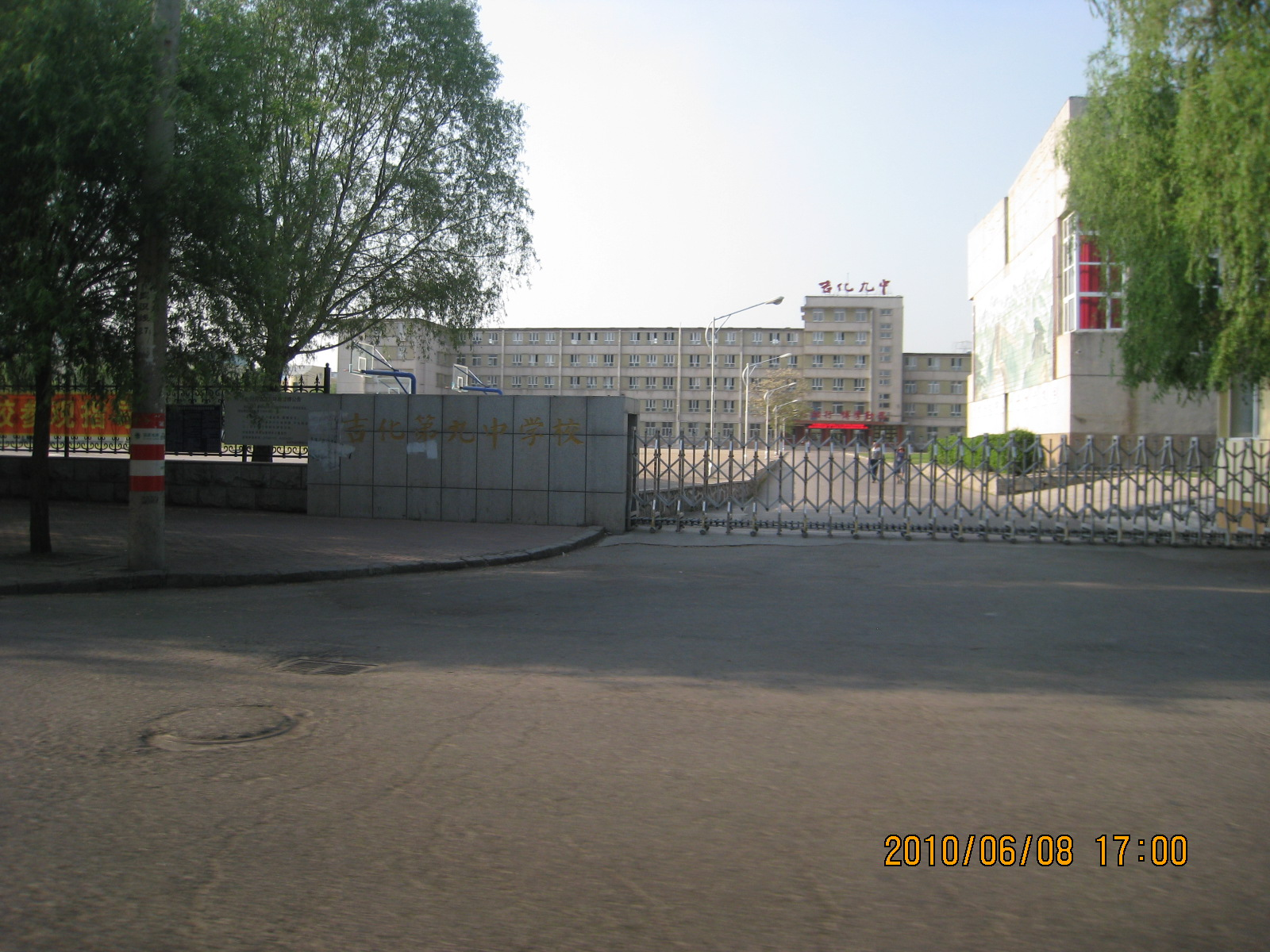
吉化九中

## 外部連結
- jcic.com.cn